# Manbuta castigata
Manbuta castigata is een vlinder uit de familie van de spinneruilen (Erebidae). De wetenschappelijke naam van de soort werd voor het eerst geldig gepubliceerd in 1912 door Paul Dognin.